# Brug 1909
Brug 1909 is een vaste brug in Amsterdam-West.
De voetgangers- en fietsersbrug vormt de verbinding tussen de Henk Curièrekade en de Martin Vlaarkade, beide zijn kaden van de Van Noordtgracht. De Martin Vlaarkade gaat ter plaatse over in het Suikerplein. De omgeving van het Suikerplein bevat relatieve nieuwbouw (eind 20e eeuw begin 21e eeuw) ten opzichte van de rest van de buurt, bekend als de Zeeheldenbuurt (eind 19e begin 20e eeuw).
Vanaf de bouw van de omgeving lag hier sinds 1984/1985 een houten brug, nog ontworpen door Dirk Sterenberg voor de Publieke Werken. Die brug had het uiterlijk van de Robiënnabrug (brug 1910). Die houten brug werd in 2008 vervangen door de huidige brug naar een ontwerp van ZICHT Architecten. Deze lieten een volgens opdracht vrolijke brug neerleggen van stalen balken met houten wegdek met een aantal bijzonderheden:
- het wegdek van de brug is sterk afwijkend gekleurd, normaal wordt voor aanduiding van fietspaden oudroze gebruikt
- aan de oostkant van de brug staat midden op het fietspad een "normaal" metalen Amsterdammertje, aan de westkant staat echter een boom uit die jaren tachtig midden op het fietspad
- de brug is gesplitst, het voetpad heeft twee hellingen en een knik in de vorm van een dak, het fietspad is vlak
- het voetpadgedeelte heeft aan de oostkant twee afstapmogelijkheden, rechtstreeks het plein op of via een trapje naar de kade
- een brugwachtershuisje, dat nooit die functie heeft gehad maar dienst doet als verhuur van speelgoed.

Op 4 oktober 2014 werd de brug officieus omgedoopt in Muruganbrug, vernoemd naar het olifantje Murugan, een Indische olifant voor Artis, die naar Amsterdam kwam na de verzoek van kinderen uit de Spaarndammerbuurt aan Pandit Nehru midden jaren vijftig. De intocht van de olifant vond in de Spaarndammerbuurt plaats.

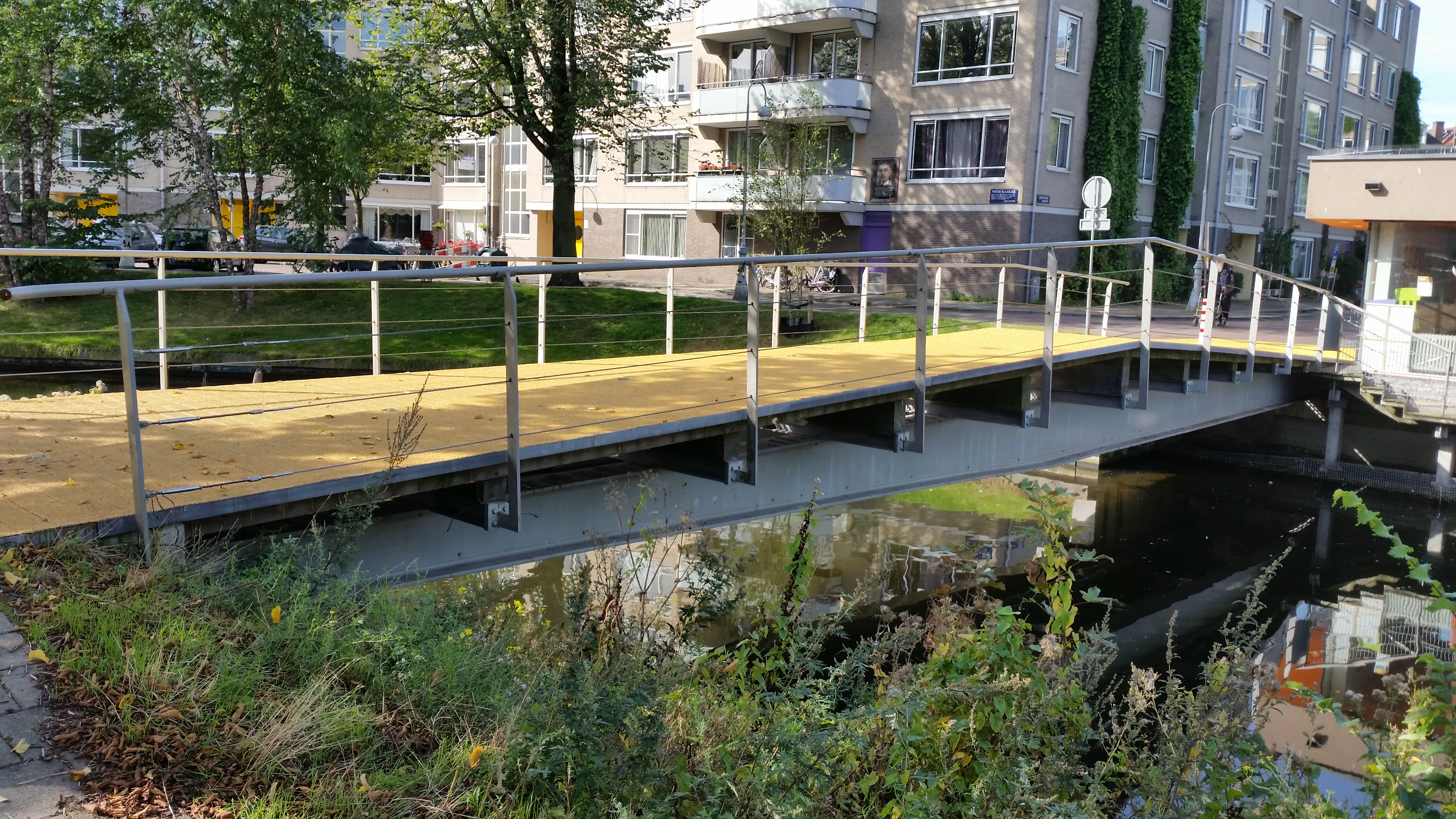
Brug 1909 in september 2019

<<< · 1900 · 1901 · 1902 · 1904 · 1906 · 1907 · 1908 · 1909 · 1910 · 1911 · 1913 · 1914 · 1915 · 1916 · 1917 · 1919 · 1920 · 1922 · 1923 · 1925 · 1927 · 1929 · 1930 · 1931 · 1932 · 1933 · 1935 · 1936 · 1937 · 1938 · 1939 · 1940 · 1941 · 1942 · 1944 · 1945 · 1946 · 1947 · 1948 · 1949 · 1950 · 1951 · 1952 · 1953 · 1954 · 1955 · 1956 · 1957 · 1958 · 1959 · 1960 · 1961 · 1962 · 1963 · 1964 · 1965 · 1966 · 1967 · 1968 · 1969 · 1970 · 1971 · 1972 · 1973 · 1974 · 1975 · 1976 · 1977 · 1978 · 1979 · 1980 · 1981 · 1982 · 1983 · 1984 · 1985 · 1986 · 1987 · 1988 · 1989 · 1990 · 1991 · 1992 · 1993 · 1994 · 1995 · 1996 · 1997 · 1998 · 1999 · >>>
Brugnummers 1903, 1905, 1912, 1918, 1921, 1924, 1926, 1928, 1934, 1943 zijn niet (meer) in gebruik (januari 2021)